# UC 90
UC 90 war ein U-Boot der Kaiserlichen Marine vom Typ UC III, das im Ersten Weltkrieg eingesetzt wurde.

## Geschichte

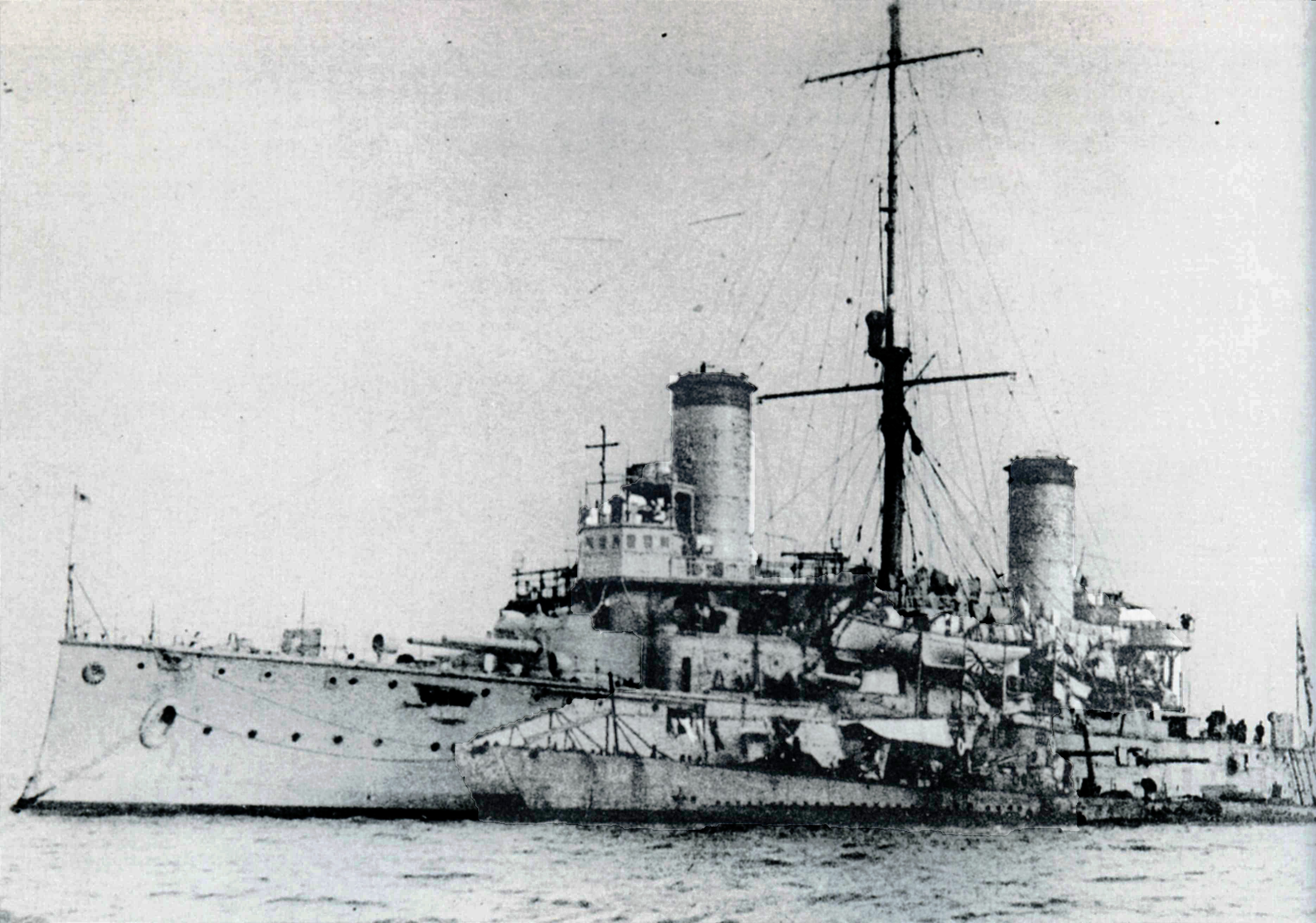
UC 99 neben UC 90 am japanischen Kreuzer Nisshin

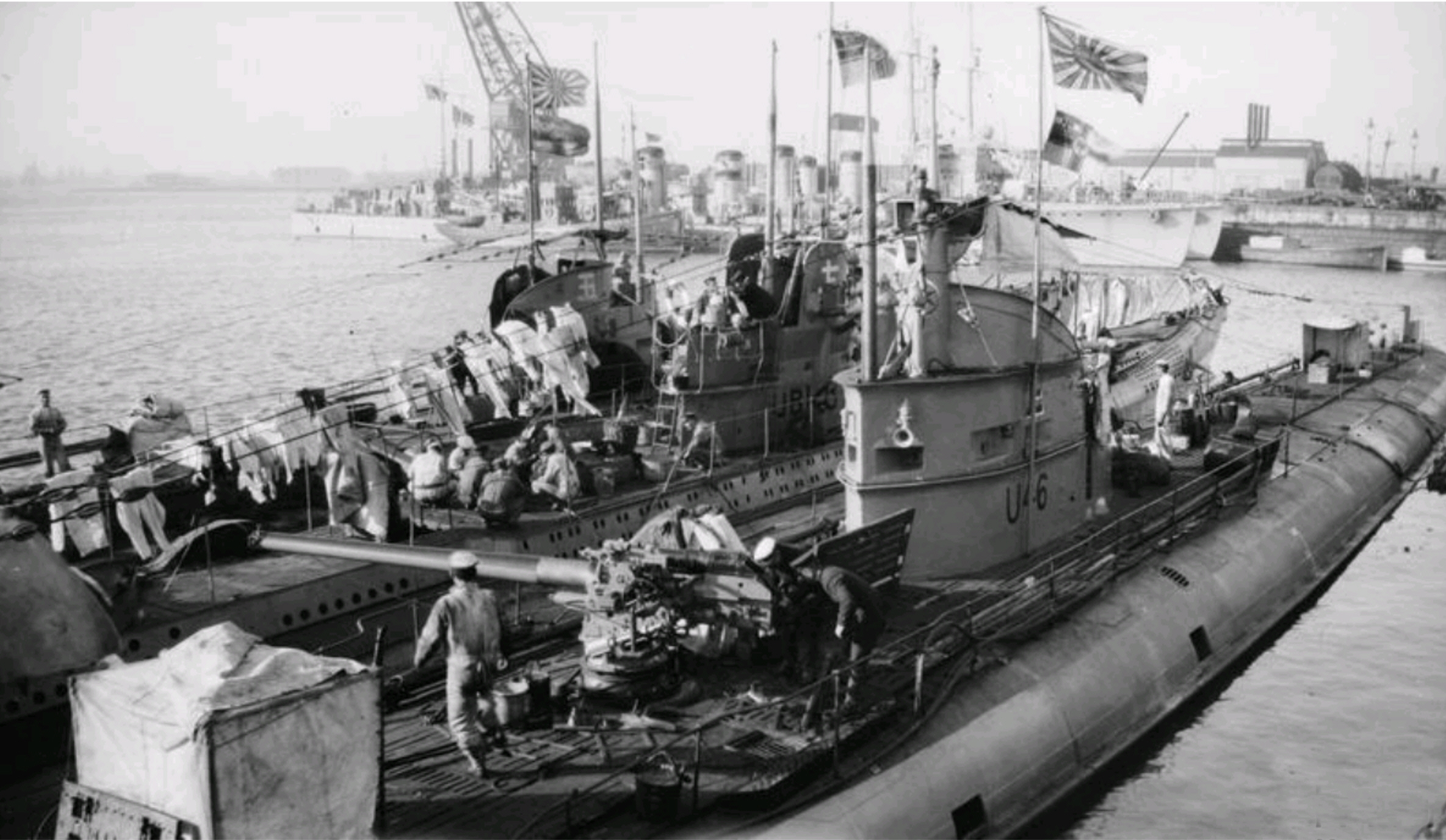
UC 90

UC 90 wurde bei Blohm & Voss in Hamburg unter der Baunummer 324 gebaut. Es war das erste von 29 auf dem Amtsentwurf „Projekt 41 A“ basierenden Bootsneubauten der Werft und lief am 19. Januar 1918 vom Stapel. Am 15. Juli erfolgte die Indienststellung unter Kapitänleutnant Justus Oldekop, das zunächst als Schulboot fungierte. Nach dem Waffenstillstand wurde UC 90 am 13. November in Karlskrona interniert. Das Boot konnte jedoch noch im selben Monat nach Kiel zurückkehren, musste aber der Entente ausgeliefert werden. Am 1. Februar 1919 verließ UC 90 mit einer Reihe anderer Boote Deutschland, wurde in Harwich übergeben und zur japanischen Kriegsbeute. In Japan kam das Boot als O 4 für kurze Zeit in Dienst. Nach ausgiebigen Tests wurde das Boot in Kure teilzerlegt und der Rumpf von der japanischen Unterwaffenschule für Tests verwendet. 1921 wurde das Boot abgewrackt.